# World Wide Name
World Wide Name（WWN）または World Wide Identifier（WWID）とは、ファイバーチャネルまたは Serial Attached SCSI によるストレージエリアネットワークにおける一意の識別子である。
各WWNは8バイトの数であり、IEEE OUI（先頭3バイト）とベンダーが提供する情報（残り5バイト）で構成される。

## 形式
IEEE の定義する WWN の形式は2種類ある。
- 本来の形式: IEEE標準化委員会が製造業者にアドレスを割り当て、イーサネットのMACアドレスのようにデバイス製造時に組み込む。先頭2バイトは16進数で 10:00 または 2x:xx（x はベンダー指定）、次の3バイトがベンダー識別子、残る3バイトがベンダーの指定するシリアル番号となっている。
- 新しいアドレシング方式: 先頭4ビットが16進数で 5 または 6 で、次に3バイトのベンダー識別子が続き、残る4バイトと4ビットがベンダー指定のシリアル番号となる。

## WWN企業識別子（一部）
- 00:50:76 IBM
- 00:a0:98 ネットアップ
- 00:60:69 ブロケード コミュニケーションズ システムズ
- 00:05:1E ブロケード コミュニケーションズ システムズ、以前は Rhapsody Networks
- 00:60:DF ブロケード コミュニケーションズ システムズ、以前は CNT Technologies Corporation
- 00:E0:8B QLogic HBA用の元々の識別子
- 00:1B:32 QLogic HBA用。2007年から使用開始
- 00:C0:DD QLogic FCスイッチ用
- 00:90:66 QLogic、以前は Troika Networks
- 00:11:75 QLogic、以前は PathScale, Inc
- 08:00:88 ブロケード コミュニケーションズ システムズ、以前は McDATA Corporation。WWIDとしては 1000.080 から始まる。
- 00:60:B0 ヒューレット・パッカード - Integrity および HP9000 サーバ用。WWID としては 5006.0b0 から始まる。
- 00:11:0A ヒューレット・パッカード - ProLiant サーバ用。以前はコンパック。WWID としては 5001.10a から始まる。
- 00:01:FE ヒューレット・パッカード - EVA ディスクアレイ用。以前はDEC。WWID としては 5000.1fe1 から始まる。
- 00:17:A4 ヒューレット・パッカード - MSL テープライブラリ用。以前は Global Data Services。WWID としては 200x.0017.a4 から始まる。
- 00:60:48 EMC - Symmetrix 用。
- 00:60:16 EMC - CLARiiON 用。